# مسجد حاج محمد سعیدا چرخاب
مسجد حاج محمد سعیدا چرخاب مربوط به دوره قاجار است و در اردکان، محله چرخاب، مجاور دربندصدر الفضلا مجدا واقع شده و این اثر در تاریخ ۱۶ فروردین ۱۳۷۷ با شمارهٔ ثبت ۱۹۷۳ به‌عنوان یکی از آثار ملی ایران به ثبت رسیده است.